# 蘇布雷省
5°47′N 6°36′W / 5.783°N 6.600°W

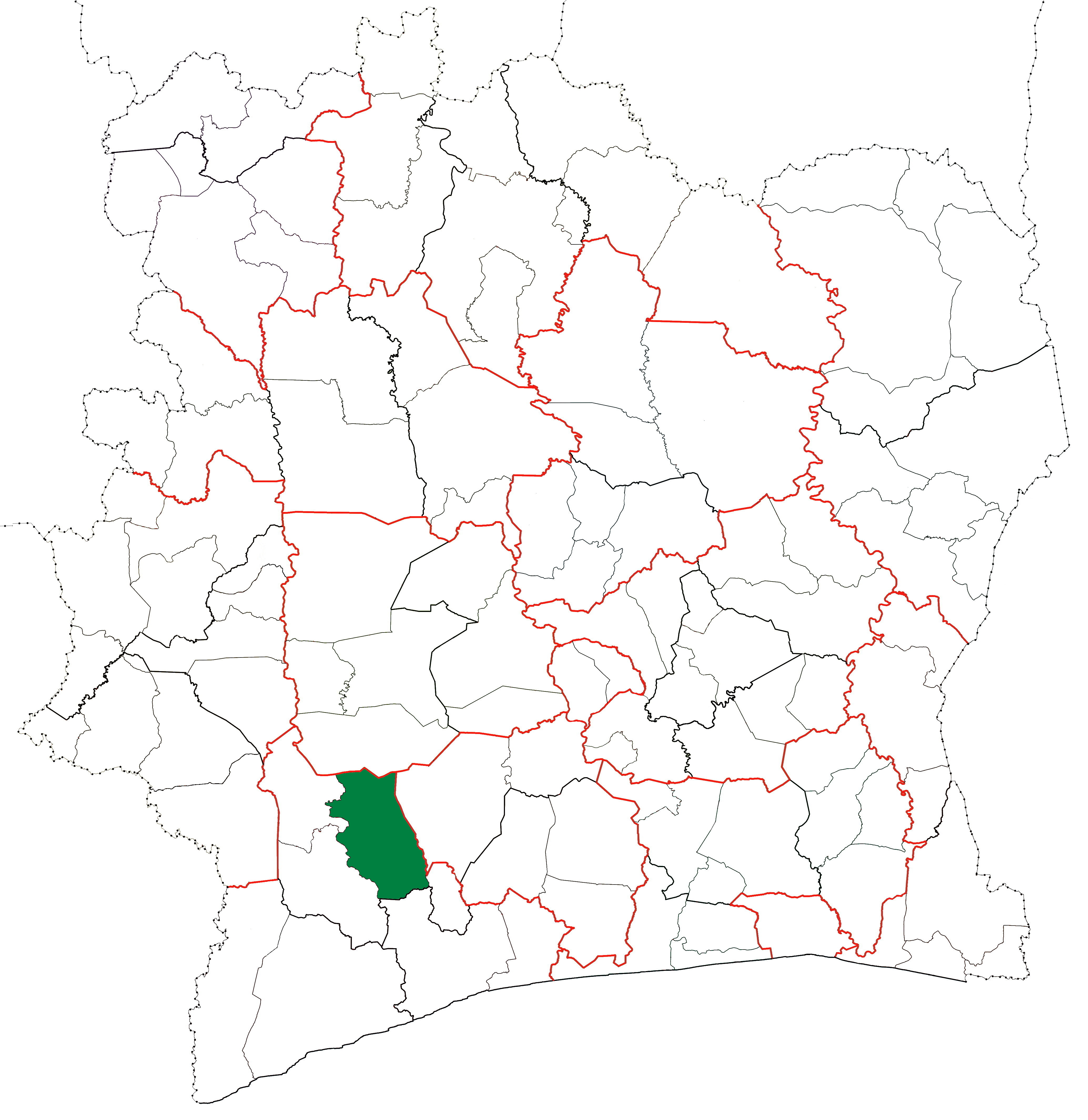

蘇布雷省（Soubré Department），是科特迪瓦的省份，位於該國西南部下薩桑德拉區，由納瓦大區負責管轄，東南面是蓋約省，成立於1980年，面積4,779平方公里，2014年人口464,554，人口密度每平方公里97人。